# Línea Cooperativa (Corrientes)
Línea Cooperativa es una línea de transporte urbano de pasajeros de la ciudad de Corrientes, Argentina. 

## Recorridos

### Línea Cooperativa
- IDA: Bº Ciudades Correntinas - Milán - Av. Juan Domingo Perón - Av. Nicolás Avellaneda - Tacuarí - Av. Independencia - Av. Pedro Ferré - Av. 3 de Abril - Catamarca - Bolívar - España - Fray José de la Quintana.
- VUELTA: Tucumán - 9 de Julio - Córdoba - Av. 3 de Abril - Av. Pedro Ferré - Av. Independencia - Güemes - Av. Cazadores Correntinos - Av. Nicolás Avellaneda - Av. Juan Domingo Perón - Milán - Bº Ciudades Correntinas.